# Harrison H. Riddleberger
Harrison H. Riddleberger (Edinburg, 1844. október 4. – Woodstock, 1890. január 24.) az Amerikai Egyesült Államok szenátora (Virginia, 1883–1889).